# Groupe Carrefour

Länder mit Filialen von Carrefour (2023)
präsent
im Prozess der Schließung
ehemalige Standorte

Die Groupe Carrefour ist ein international tätiges französisches Unternehmen im Einzel- und Großhandel. Es ist nach der Schwarz-Gruppe das zweitgrößte Einzelhandelsunternehmen Europas.
Ende 2018 betrieb das Unternehmen mehr als 12.100 Filialen in über 30 Ländern und beschäftigte knapp 364.000 Mitarbeiter. Der Umsatz betrug im Jahr 2018 84,92 Milliarden Euro. Frankreich und Spanien sind die wichtigsten Länder Carrefours, zusammen sind sie für über 50 % des Umsatzes verantwortlich.

## Geschichte
Carrefour wurde im Jahr 1959 von Marcel Fournier gemeinsam mit Denis Defforey und Jacques Defforey gegründet. Im Jahr 1963 entwickelte Carrefour das Konzept der Hypermarchés (Hypermärkte). Am 15. Juni 1963 eröffnete der erste Carrefour Hypermarché in Sainte-Geneviève-des-Bois. Das Unternehmen expandierte 1969 nach Belgien und 1973 nach Spanien. 1975 gründete das Unternehmen die Grupo Carrefour Brasil und expandierte nach Brasilien. 1982 entschloss man sich, die Präsenz in Lateinamerika noch weiter auszubauen und Carrefour Argentina eröffnete die ersten Märkte in Argentinien.
1976 nutzte Carrefour die Eröffnung der Shopping City Süd zur Expansion nach Österreich und errichtete dort den mit 17.000 m² Verkaufsfläche und über 400 Mitarbeitern damals größten Einzelhandelsmarkt Österreichs. 1978 erwarb Kastner & Öhler 51 % an dem Standort und beließ die Marke Carrefour. Carrefour blieb, nach anfänglichen Erfolgen, bei den Umsatzzahlen hinter seinen Erwartungen zurück und beendete sein Engagement in Österreich. Ein Expansionsversuch nach Deutschland (Mainz) im Jahr 1977 scheiterte ebenfalls.
Seit 1970 ist Carrefour an der Pariser Börse notiert. 1997 waren allein in Frankreich 123.400 Mitarbeiter beschäftigt. Der Umsatz betrug im gleichen Jahr 169.269 Millionen Francs. Im Jahr 1999 fusionierten Carrefour und Promodès.
2008 zog sich das Unternehmen vom Schweizer Markt zurück, auf Grund der nicht erreichten internen Vorgabe „Carrefour bleibt nur dort präsent, wo [sie] die Nummer eins oder zwei sind.“ Die Schweizer Filialen wurden gegen Zahlung von 470 Millionen Franken an Coop verkauft.
In der Volksrepublik China wurde im Vorfeld der Olympischen Spiele in Peking 2008 für kurze Zeit zu einem Boykott der Kette aufgerufen. Im Zusammenhang mit Protesten für die tibetische Unabhängigkeit waren Gerüchte im Internet aufgekommen, Carrefour würde diese unterstützen. Obwohl eine Pressemitteilung des Unternehmens das verneinte, konnte Carrefour in vielen großen Suchmaschinen in China eine Zeit lang nicht mehr gefunden werden.
Die Märkte in Singapur wurden 2012 geschlossen. Im selben Jahr veräußerte Carrefour seine Filialen in Kolumbien an die chilenische Unternehmensgruppe Cencosud, die diese anschließend unter der Marke Jumbo betrieb.
Nachdem das Unternehmen seine erste Filiale in Bulgarien im Jahre 2010 eröffnet hatte, ging es bereits 2016 in Konkurs und musste infolgedessen alle bulgarischen Filialen schließen.
Eine geplante Übernahme Carrefours durch das kanadische Unternehmen Alimentation Couche-Tard wurde nach Einwänden der französischen Regierung im Januar 2021 abgesagt.
| Umsatz der Carrefour-Gruppe    | Umsatz der Carrefour-Gruppe | Umsatz der Carrefour-Gruppe | Umsatz der Carrefour-Gruppe | Umsatz der Carrefour-Gruppe | Umsatz der Carrefour-Gruppe | Umsatz der Carrefour-Gruppe | Umsatz der Carrefour-Gruppe | Umsatz der Carrefour-Gruppe | Umsatz der Carrefour-Gruppe | Umsatz der Carrefour-Gruppe | Umsatz der Carrefour-Gruppe | Umsatz der Carrefour-Gruppe | Umsatz der Carrefour-Gruppe | Umsatz der Carrefour-Gruppe | Umsatz der Carrefour-Gruppe | Umsatz der Carrefour-Gruppe | Umsatz der Carrefour-Gruppe | Umsatz der Carrefour-Gruppe |
| ------------------------------ | --------------------------- | --------------------------- | --------------------------- | --------------------------- | --------------------------- | --------------------------- | --------------------------- | --------------------------- | --------------------------- | --------------------------- | --------------------------- | --------------------------- | --------------------------- | --------------------------- | --------------------------- | --------------------------- | --------------------------- | --------------------------- |
| Umsatz inkl. MwSt. (in Mrd. €) | 1997                        | 1998                        | 1999                        | 2000                        | 2001                        | 2002                        | 2003                        | 2004                        | 2005                        | 2006                        | 2007                        | 2008                        | 2009                        | 2010                        | 2011                        | 2012                        | 2013                        | 2014                        |
| Umsatz inkl. MwSt. (in Mrd. €) | 025,8                       | 027,4                       | 037,6                       | 064,8                       | 069,5                       | 068,7                       | 070,5                       | 072,7                       | 074,5                       | 087,4                       | 092,3                       | 097,6                       | 096,2                       | 101,0                       | 091,5                       | 086,6                       | 084,3                       | 100,5                       |

## Logo

Carrefour-Markt in Frankreich

Das Logo von Carrefour trägt ein weißes C in einer rot-blauen Raute, deren Ecken abgerundet sind. Das Bild enthält eine optische Täuschung: 95 % aller Franzosen geben an, das verborgene C nicht zu sehen. Nach Vorstellung von Carrefour symbolisieren die beiden gegenläufigen Pfeile in dem Logo einerseits den Blick in die Vergangenheit nach links (verboten, darum rot) und andererseits nach rechts in die Zukunft (blau). Gleichzeitig bildet der blaue Teil des Logos eine Hellebarde, was die kämpferische Preis- und Verkaufspolitik und das Expansionsstreben des Unternehmens versinnbildlichen soll. Die drei Farben der Trikolore erinnern an die französische Herkunft des Unternehmens. Zwischen 2009 und 2013 waren auch andersfarbige Varianten des Logos in Gebrauch.

## Marken
Folgende Marken gehören zur Carrefour-Gruppe:

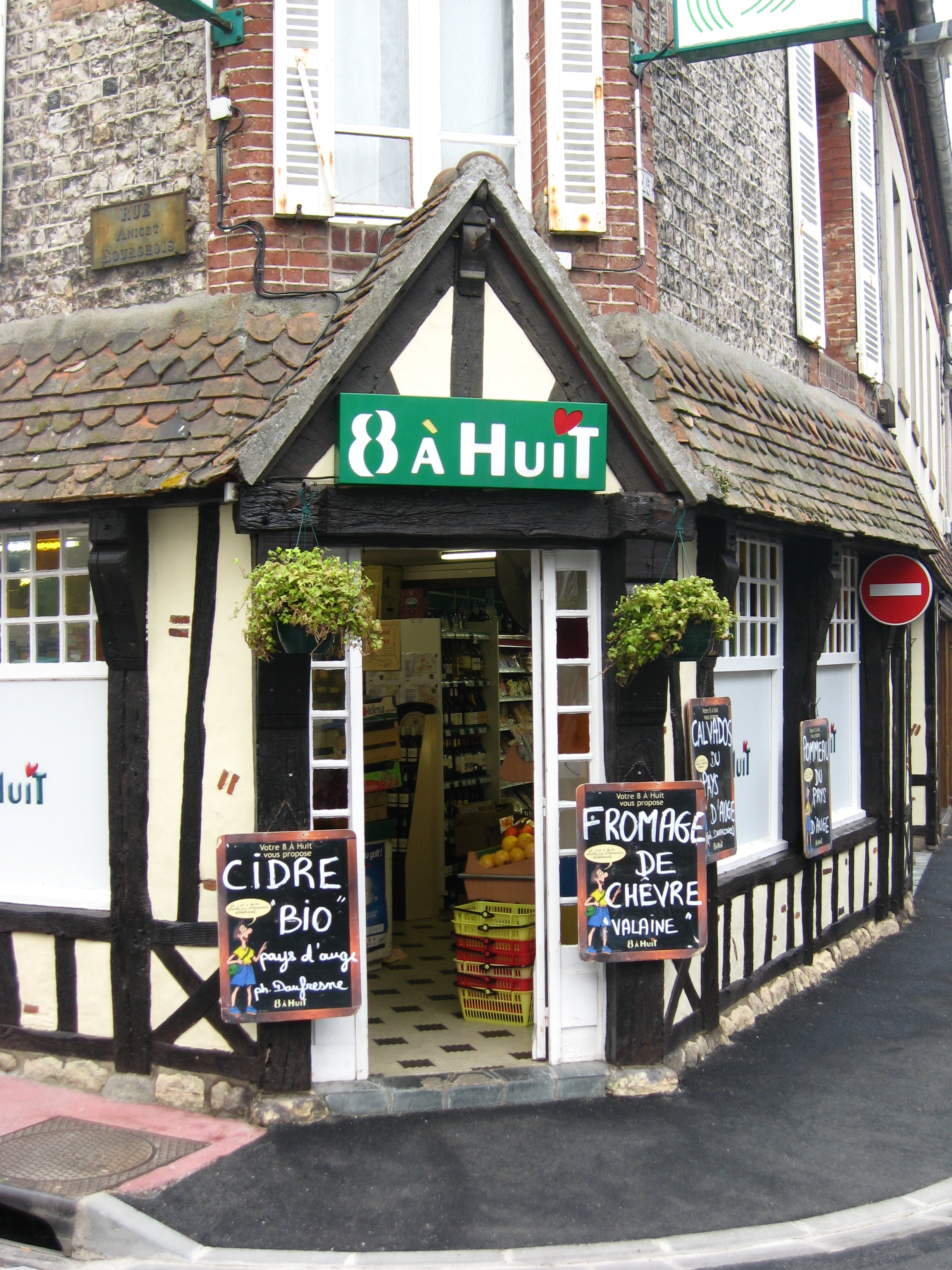
8-à-Huit-Filiale in Étretat

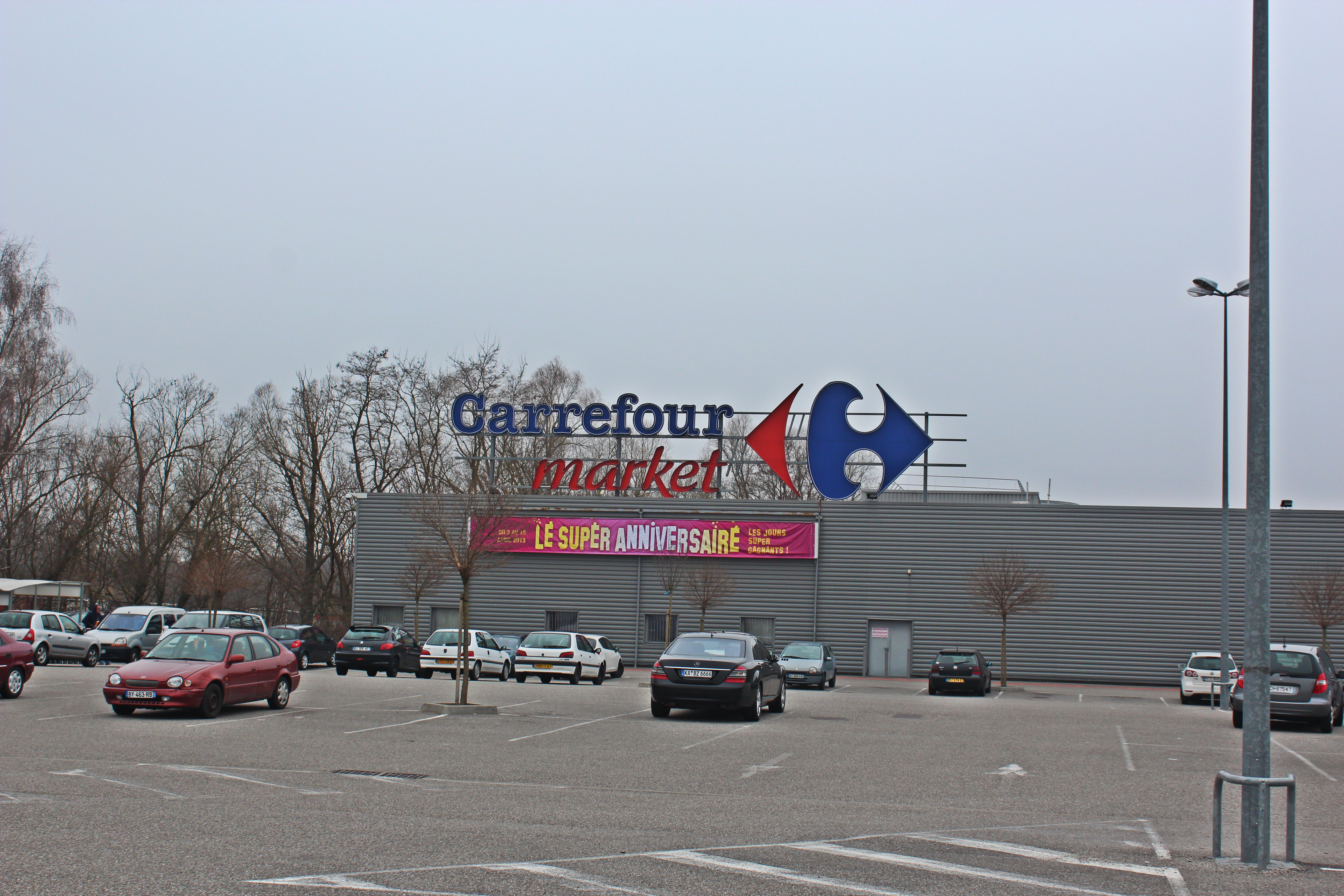
Carrefour-Filiale in Scheibenhard

- 8 à Huit: 800 kleinere Frischmarkt-Filialen in Frankreich mit 70 bis 400 Quadratmetern Größe mit zahlreichen Fertigprodukten.
- Carrefour: 730 sehr große Hypermärkte (Hypermarché) mit einer Fläche von bis zu 20.000 Quadratmetern und bis zu 70.000 Artikeln im Sortiment.
- Carrefour Express: Supermärkte und Hypermärkte in Polen, Belgien, Spanien (z. B. Benidorm) und der Türkei (Zusammenschluss aus Champion, Gima und Endi).
- Champion: über 1.000 Supermärkte mit etwa 1.500 Quadratmetern in Frankreich, Belgien, Spanien, Rumänien, Polen und Tunesien.
- Dia: 3.700 Harddiscount-Filialen mit etwa 500 bis 770 Quadratmetern Verkaufsfläche in Spanien, Portugal (unter dem Namen Minipreço), Argentinien, in der Türkei und in Brasilien. Angeboten werden bis zu 2.000 Artikel. Einige Filialen werden von Franchisenehmern betrieben.
- diperdi: Supermärkte in Italien
- Ed: 459 Harddiscounting-Filialen mit 300 bis 1.000 Quadratmetern in Frankreich.
- GB: 271 Supermärkte in Belgien
- GS: 371 Supermärkte in Italien.
- Atacadão: 358 Supermärkte in Brasilien[6]
- Prodirect: Lieferservice für die Gastronomie.
- Promocash: 130 Abholgroßmärkte für Händler und Gastronomie in Frankreich.
- Proxi: 1.310 kleine Supermärkte mit 80 bis 200 Quadratmetern.
- Shopi: 600 kleinere Supermärkte in Frankreich mit einer Fläche von 400 bis 900 Quadratmetern. Angeboten werden bis zu 6.500 Artikel, davon 3.500 Frischprodukte und 1.000 Eigenmarken-Produkte.

Im Wesentlichen gibt es folgende Ladentypen:
- Hypermarché (Hypermarkt): sehr große Warenhäuser mit 5.000 bis 23.000 Quadratmetern Ladenfläche und mit bis zu 70.000 Artikeln.
- Supermarché (Supermarkt): Supermärkte mit 1.000 bis 2.000 Quadratmetern Ladenfläche.
- Harddiscounter: kleinere Geschäfte mit 200 bis 800 Quadratmetern Ladenfläche, die Grundgüter für den täglichen Bedarf zu günstigen Preisen anbieten.

## Präsenz
Das Unternehmen betreibt Filialen in Ländern Afrikas, Amerikas, Asiens und Europas.
In Rumänien hat Carrefour 2017 die Märkte von Billa übernommen.
| Rang   | Land                         | Anzahl Filialen | Bemerkung                                                   |
| ------ | ---------------------------- | --------------- | ----------------------------------------------------------- |
| 1      | Frankreich                   | 5.619 ▲         | Mutterland; Filialen des nur europäischen Teils Frankreichs |
| 2      | Italien                      | 1.489 ▲         |                                                             |
| 3      | Spanien                      | 1.474 ▲         |                                                             |
| 4      | Polen                        | 955 ▲           |                                                             |
| 5      | Belgien                      | 792 ▲           |                                                             |
| 6      | Ägypten                      | 721 ▲           | ausschließlich Franchise geführte Filialen                  |
| 7      | Argentinien                  | 605 ▲           |                                                             |
| 8      | Brasilien                    | 548 ▲           |                                                             |
| 9      | Kenia                        | 506 ▲           | ausschließlich Franchise geführte Filialen                  |
| 10     | Marokko                      | 501 ▲           | ausschließlich Franchise geführte Filialen                  |
| 11     | Algerien                     | 429 ▼           | ausschließlich Franchise geführte Filialen                  |
| 12     | Saudi-Arabien                | 406 ▲           | ausschließlich Franchise geführte Filialen                  |
| 13     | Uganda                       | 371 ▼           | ausschließlich Franchise geführte Filialen                  |
| 14     | Rumänien                     | 365 ▼           |                                                             |
| 15     | Madagaskar                   | 353 ▲           | ausschließlich Franchise geführte Filialen                  |
| 16     | Türkei                       | 350 ▼           | ausschließlich Franchise geführte Filialen                  |
| 17     | Taiwan                       | 342 ▲           |                                                             |
| 18     | Pakistan                     | 310 ▼           | ausschließlich Franchise geführte Filialen                  |
| 19     | Elfenbeinküste               | 323 ▲           | ausschließlich Franchise geführte Filialen                  |
| 20     | Volksrepublik China          | 248 ▲           | geführt durch ein Joint Venture mit Carrefour               |
| 21     | Dominikanische Republik      | 212 ▼           | ausschließlich Franchise geführte Filialen                  |
| 22     | Kamerun                      | 205 ▲           | ausschließlich Franchise geführte Filialen                  |
| 23     | Tunesien                     | 191 ▼           | ausschließlich Franchise geführte Filialen                  |
| 24     | Vereinigte Arabische Emirate | 188 ▲           | ausschließlich Franchise geführte Filialen                  |
| 25     | Frankreich                   | 180 ▲           | Filialen der Überseegebiete Frankreichs                     |
| Gesamt |                              | 18.894          |                                                             |